# Aleucosia saltuaria
Aleucosia saltuaria är en tvåvingeart som beskrevs av Yeates 1991. Aleucosia saltuaria ingår i släktet Aleucosia och familjen svävflugor.
Artens utbredningsområde är Western Australia. Inga underarter finns listade i Catalogue of Life.